# Amanita curtipes
Amanita curtipes là một loài nấm thuộc chi Amanita trong họ Amanitaceae. Loài này phân bố ở phía nam châu Âu và được nhà nghiên cứu E.-J. Gilbert miêu tả khoa học lần đầu tiên.